# Schüttoff

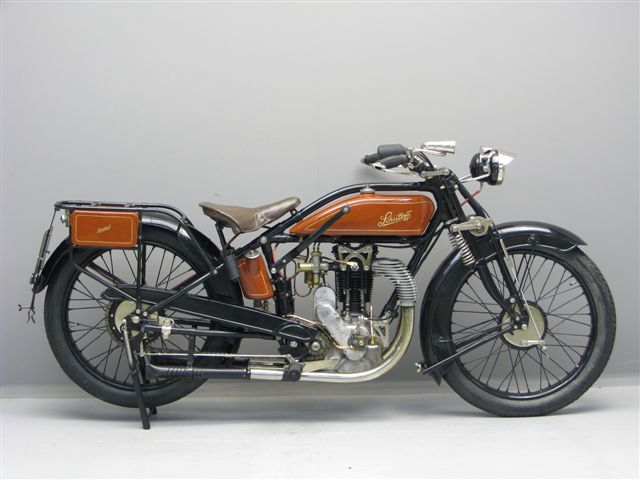
Schüttoff Modell F (350 cm³) von 1926

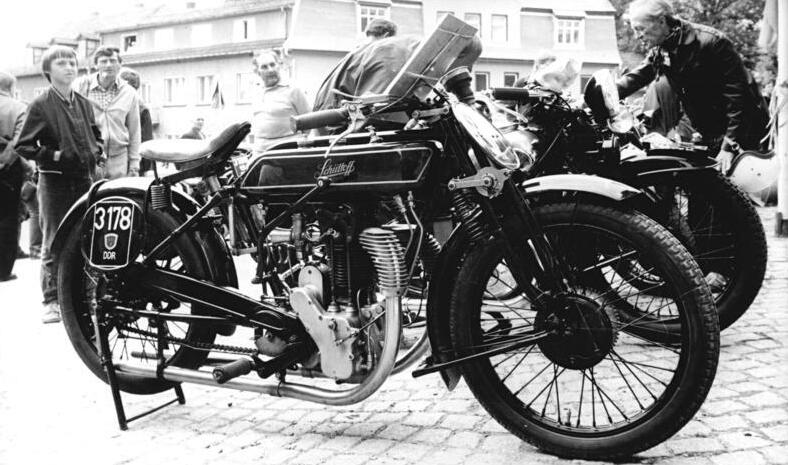
Schüttoff (350 cm³) von 1924

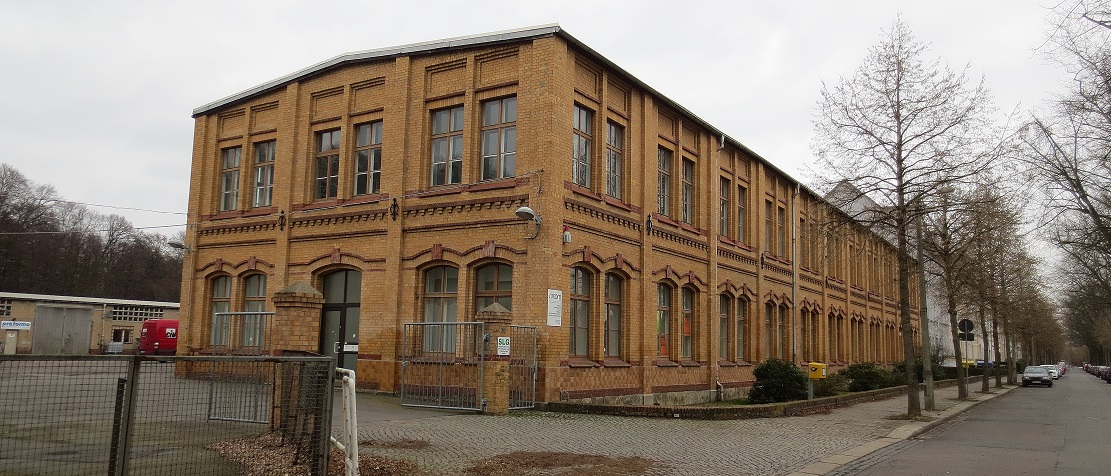
Erhaltenes Fabrikgebäude Rößlerstraße 30 in Chemnitz

Die Schüttoff A.-G. war ein deutscher Hersteller von Werkzeugmaschinen, Drehbänken, Fräsmaschinen und Motorrädern.
Arthur Schüttoff (1882–1946) und sein Partner Bässler gründeten 1908 in Chemnitz, Rößlerstraße 30 das Unternehmen „Schüttoff & Bässler“. Nach der Trennung der beiden Gründer 1918 wurde die Firma in „Schüttoff A.-G.“ umbenannt.
Ab 1923 stellte das Unternehmen Motorräder mit hoher Qualität her. Um den Verkauf zu steigern, stieg man in den Motorsport ein. Bereits 1925 und 1926 gewann Arthur Lohse die Deutsche Motorrad-Straßenmeisterschaft in der Klasse bis 350 cm³ auf einer Schüttoff.
Durch die solide Bauweise waren die Motorräder besonders tauglich für Beiwagen. Dieses führte zu einer engen Zusammenarbeit mit dem Stoye-Fahrzeugbau-Leipzig, dessen Mitinhaber Hans Mittenzwei selbst an Rennen mit einem Schüttoff-Motorrad und einem Stoye-Beiwagen teilnahm.
1928 übernahmen die Zschopauer Motorenwerke J. S. Rasmussen die Aktienmehrheit von Schüttoff, deren Motorräder ab 1929 mit DKW-Motoren aus Zschopau ausgerüstet wurden. In der Zeit der Weltwirtschaftskrise geriet Schüttoff durch falsche Modellpolitik in Zahlungsschwierigkeiten und ging 1930 in die Insolvenz. Das ehemalige Schüttoff-Werk wurde Zulieferer für die Zschopauer Motorenwerke und 1932 zum Zweigwerk der Auto Union AG. Im Zweiten Weltkrieg wurde bei einem Luftangriff auf Chemnitz am 5. März 1945 das Werk in der Rößlerstraße so stark getroffen, dass ein Wiederaufbau nicht mehr erfolgte.